# Светозар Бошков
Проф. др Светозар Бошков (Нови Сад, 30. јул 1973) српски је историчар и ванредни је професор на Филозофском факултету Универзитета у Новом Саду.

## Биографија
Светозар Бошков је рођен у Новом Саду 1973. године. Од рођења живи у Бачкој Паланци где је завршио ОШ "Петар Драпшин". Средњу педагошку школу "Светозар Марковић" уписао је 1988. године. После четири године школовања уписао је студије на Филозофском факултету Универзитета у Новом Саду на Одсеку за историју где је дипломирао са највишом оценом 1999. године на тему Перикле и његово доба. Уписао је магистарске студије на истом факултету и 2004. године је успешно одбранио магистраски рад на тему Античка прошлост Војводине у радовима Растислава Марића под менторством професорке Ксеније Марицки Гађански. Докторирао је на Универзитету у Новом Саду 2011. године са тезом Античка и рана средњовековна прошлост у српској историографији.
Од 2000. године ангажован је на Одсеку за историју Филозофског факултета у Новом Саду као истраживач приправник. Од 2004. до 2012. године запослен је као асистент на истом Одсеку. За доцента је изабран је 2012, а за ванредног професора Филозофског факултета у Новом Саду изабран је 2017. године. Од 2008. до 2021. године обављаоје функцију координатора за студенте прве године Одсека за историју. Од 2010. до 2015. године био је секретар, а од 2016 до 2021. године и члан редакције часописа Istraživanja - Journal of Historical Researches. Био је и управник Центра за историјска истраживања од 2016. до 2021. године. Члан је Друштва за античке студије Србије и Матице српске.
Добитник је Октобарске награде за 2019. годину за постигнуте резултате у области научне и културне делатности коју додељује Општина Бачка Паланка.

## Изабрани радови

### Монографије
- Антика и савремени свет, Нови Сад: Филозофски факултет, 2016, 236. стр.[4]
- Растислав Марић. Античка прошлост Војводине, Нови Сад: Филозофски факултет, 2017, 119. стр.[5]